# مونتولیو دو لیدا
مونتولیو دو لیدا (به اسپانیایی: Montoliu) یک منطقهٔ مسکونی در اسپانیا است که در سگریا واقع شده‌است. مونتولیو دو لیدا ۷٫۳ کیلومتر مربع مساحت دارد ۱۶۶ متر بالاتر از سطح دریا واقع شده‌است.